# Morti il 4 febbraio
| Questa pagina contiene informazioni ricavate automaticamente dalle voci biografiche con l'ausilio del template Bio e di un bot. L'aggiornamento è periodico e automatico e ricostruisce completamente la pagina. Se manca una persona in questa lista, sei pregato di non aggiungerla, ma accertati piuttosto che la sua voce biografica contenga il template Bio e che i dati anagrafici siano correttamente compilati. Se il template Bio manca, inseriscilo tu stesso o, in alternativa, metti l'avviso {{tmp\|Bio}} che ne segnala la mancanza. Se i dati riportati sono sbagliati, correggi direttamente la voce biografica; le modifiche saranno visibili in questa lista entro pochi giorni. Per chiarimenti vedi il progetto biografie. La lista contiene solo le 542 persone che sono citate nell'enciclopedia e per le quali è stato implementato correttamente il template Bio. Pagina aggiornata al 17 ago 2025. |

## III secolo(1)
- 211 - Settimio Severo, imperatore romano (n. 146)

## VI secolo(1)
- 546 - Vincenzo di Troyes, vescovo e santo francese

## VIII secolo(1)
- 708 - Papa Sisinnio, papa, vescovo e cardinale siriaco (n. 650)

## IX secolo(2)
- 856 - Rabano Mauro, teologo, santo e vescovo tedesco
- 870 - Ceolnoth, arcivescovo anglosassone

## XI secolo(1)
- 1041 - Fujiwara no Kintō, poeta giapponese (n. 966)

## XII secolo(2)
- 1169 - Giovanni d'Aiello, vescovo cattolico italiano
- 1189 - Gilberto di Sempringham, presbitero, religioso e santo inglese

## XIII secolo(2)
- 1222 - Guglielmo I d'Olanda, nobile olandese
- 1286 - Anna Comnena Ducaina, principessa bizantina

## XIV secolo(2)
- 1386 - Hugh Segrave, politico inglese
- 1396 - Agnese di Navarra, principessa (n. 1334)

## XV secolo(6)
- 1439 - Antonio Casini, cardinale e vescovo cattolico italiano
- 1461 - Giovanni Chellini, medico e mecenate italiano
- 1475 - Giovanni Andrea Bussi, umanista e vescovo cattolico italiano (n. 1417)
- 1493 - Ardicino della Porta iuniore, cardinale italiano (n. 1434)
- 1494 - Jurij Drohobyč, filosofo, astrologo e scrittore ucraino (n. 1450)
- 1498 - Antonio del Pollaiolo, pittore, scultore e orafo italiano

## XVI secolo(12)
- 1505 - Giovanna di Valois, monaca cristiana e santa francese (n. 1464)
- 1508 - Conrad Celtis, poeta, editore e umanista tedesco (n. 1459)
- 1508 - Carlo IV Malatesta, condottiero italiano (n. 1480)
- 1549 - Hermann von Brüggenei (n. 1475)
- 1553 - Caspar Othmayr, compositore tedesco (n. 1515)
- 1554 - Conrad Meyer, politico e giurista svizzero
- 1555 - John Rogers, religioso, traduttore e teologo inglese
- 1561 - Robert de Lénoncourt, cardinale e arcivescovo cattolico francese
- 1563 - Guglielmo di Brandeburgo, arcivescovo cattolico tedesco (n. 1498)
- 1580 - Filippo Luigi I di Hanau-Münzenberg, tedesco (n. 1553)
- 1585 - Sforza Pallavicino, condottiero italiano (n. 1519)
- 1590 - Gioseffo Zarlino, compositore, teorico musicale e religioso italiano (n. 1517)

## XVII secolo(28)
- 1612 - Giuseppe da Leonessa, presbitero e santo italiano (n. 1556)
- 1615 - Giovanni Battista Della Porta, filosofo, alchimista e commediografo italiano (n. 1535)
- 1615 - Dom Justo Takayama, samurai giapponese (n. 1552)
- 1616 - Samuel Pallache, mercante, diplomatico e pirata marocchino
- 1619 - Annibale Guasco, poeta italiano (n. 1540)
- 1624 - Vicente Espinel, poeta, romanziere e musicista spagnolo (n. 1550)
- 1631 - Michele Damasceni Peretti, I principe di Venafro, nobile italiano (n. 1577)
- 1631 - Giovanni Maria da Noto, religioso e presbitero italiano (n. 1563)
- 1631 - Bartolomé Leonardo de Argensola, poeta, storico e presbitero spagnolo (n. 1562)
- 1639 - Giovanni Francesco Tranquillo, presbitero e poeta italiano
- 1640 - Hendrik Cornelisz Vroom, pittore, incisore e disegnatore olandese (n. 1562)
- 1643 - Pietro Campori, cardinale e vescovo cattolico italiano (n. 1553)
- 1653 - Jasper Hanebuth, serial killer e mercenario tedesco (n. 1607)
- 1654 - Pietro Mazzarino, italiano (n. 1576)
- 1655 - Giovanni Stefano Menochio, biblista e gesuita italiano (n. 1575)
- 1672 - Anna Maria Martinozzi, nobildonna italiana (n. 1637)
- 1673 - Hoshina Masayuki, militare giapponese (n. 1611)
- 1679 - Peter Hagendorf, mercenario tedesco
- 1681 - Bento Pereira, gesuita, teologo e lessicografo portoghese (n. 1605)
- 1685 - Ippolito II Bentivoglio, nobile italiano (n. 1630)
- 1686 - Philip Wharton, IV barone Wharton, politico inglese (n. 1613)
- 1687 - Eleonora Sofia di Sassonia-Weimar, nobildonna tedesca (n. 1660)
- 1689 - Francesco Alberti Poja, vescovo cattolico italiano (n. 1610)
- 1691 - Antonio Masini, letterato italiano (n. 1599)
- 1692 - Francesco Niccolini, arcivescovo cattolico e diplomatico italiano (n. 1639)
- 1693 - Giovanni de Britto, gesuita e missionario portoghese (n. 1647)
- 1694 - Natal'ja Kirillovna Naryškina, nobile russa (n. 1651)
- 1697 - Adrien de Wignacourt, militare francese (n. 1618)

## XVIII secolo(29)
- 1704 - Elisabetta Giuliana di Schleswig-Holstein-Sonderburg-Norburg, nobile tedesca (n. 1634)
- 1705 - Giacomo Piazzetta, intagliatore e scultore italiano
- 1709 - Anne de Rohan-Chabot, nobile francese (n. 1648)
- 1713 - Anthony Ashley-Cooper, III conte di Shaftesbury, politico, filosofo e scrittore inglese (n. 1671)
- 1713 - Giuseppe Bondola, vescovo cattolico italiano (n. 1648)
- 1716 - Maria Teresa del Liechtenstein, principessa austriaca (n. 1650)
- 1718 - Giuseppe Maria Mitelli, incisore italiano (n. 1634)
- 1725 - Daniele Sansoni, vescovo cattolico e avvocato italiano (n. 1655)
- 1743 - Ilario Tranquillo, teologo e scrittore italiano (n. 1668)
- 1746 - Robert Blair, poeta scozzese (n. 1699)
- 1747 - Constanzo Beschi, gesuita, missionario e poeta italiano (n. 1680)
- 1752 - Luigi di Borbone-Orléans, nobile francese (n. 1703)
- 1765 - Jean-Jacques Blaise d'Abbadie, funzionario francese (n. 1726)
- 1765 - Jean Baptiste Denisart, magistrato francese (n. 1713)
- 1765 - Giacomo Gentili il Giovane, ceramista italiano (n. 1717)
- 1768 - Adeodato Maria da Venezia, monaco cristiano e letterato italiano (n. 1701)
- 1770 - Nicola Leopoldo di Salm-Salm, nobile belga (n. 1701)
- 1771 - Thomas Slade, ingegnere britannico (n. 1703)
- 1774 - Charles Marie de La Condamine, matematico e geografo francese (n. 1701)
- 1775 - Ferdinando Maria de' Rossi, cardinale e patriarca cattolico italiano (n. 1696)
- 1778 - Friedrich Seltendorff, architetto tedesco
- 1779 - John Hamilton Mortimer, pittore inglese (n. 1740)
- 1780 - Giovan Battista Passeri, archeologo, letterato e avvocato italiano (n. 1694)
- 1781 - Josef Mysliveček, compositore ceco (n. 1737)
- 1784 - Federica Luisa di Prussia, nobile (n. 1714)
- 1785 - Bonaventura Luchi, religioso e storico della filosofia italiano (n. 1700)
- 1787 - Pompeo Batoni, pittore italiano (n. 1708)
- 1788 - Girolamo Pompei, poeta, drammaturgo e traduttore italiano (n. 1731)
- 1792 - Vittoria Carlotta di Anhalt-Bernburg-Schaumburg-Hoym, nobile (n. 1715)

## XIX secolo(60)
- 1805 - Johann George Tromlitz, flautista e compositore tedesco (n. 1725)
- 1805 - Ambrogio Viale, poeta e politico italiano (n. 1769)
- 1806 - Nicolò Erizzo, politico e diplomatico italiano (n. 1722)
- 1808 - Giuseppe Antonio Slop, astronomo italiano (n. 1740)
- 1808 - Mary Anne Talbot, corsaro inglese (n. 1778)
- 1809 - Philemon Dickinson, politico e generale statunitense (n. 1739)
- 1810 - Fëdor Gordeevič Gordeev, scultore russo (n. 1744)
- 1810 - Franjo Jelačić, generale austriaco (n. 1746)
- 1810 - Francesca Sanna Sulis, stilista e imprenditrice italiana (n. 1716)
- 1815 - Salomone Fiorentino, poeta italiano (n. 1743)
- 1815 - Jacob van Strij, pittore olandese (n. 1756)
- 1816 - Richard Fitzwilliam, musicologo irlandese (n. 1745)
- 1816 - Robert Hobart, IV conte di Buckinghamshire, politico inglese (n. 1760)
- 1816 - Joachim Perinet, commediografo e attore teatrale austriaco (n. 1765)
- 1819 - Francesco Fidanza, pittore italiano (n. 1747)
- 1820 - Francesco Nicola Bellosio, organaro italiano (n. 1741)
- 1821 - Domenico Tempio, poeta italiano (n. 1750)
- 1823 - François de Pierre de Bernis, arcivescovo cattolico e politico francese (n. 1752)
- 1824 - Maria Anna di Zweibrücken-Birkenfeld, principessa tedesca (n. 1753)
- 1826 - Abraham-Louis Perrelet, orologiaio svizzero (n. 1729)
- 1830 - Marc-Antoine Bonnin de la Bonninière de Beaumont, generale francese (n. 1763)
- 1832 - Raffaele Mazio, cardinale italiano (n. 1765)
- 1832 - François-Xavier-Marc-Antoine de Montesquiou-Fézensac, politico francese (n. 1757)
- 1833 - Marzio Mastrilli, politico e diplomatico italiano (n. 1753)
- 1833 - John O'Keeffe, commediografo, cantante e librettista irlandese (n. 1747)
- 1836 - William Gell, archeologo, illustratore e viaggiatore britannico (n. 1777)
- 1837 - John Latham, medico e naturalista inglese (n. 1740)
- 1840 - Ferdinánd Pálffy, ingegnere e impresario teatrale ungherese (n. 1774)
- 1840 - Domenico Antonio Sonni, religioso, matematico e politico italiano (n. 1758)
- 1846 - Ombline Gonneau-Montbrun, francese (n. 1755)
- 1847 - Henri Dutrochet, medico, biologo e fisiologo francese (n. 1776)
- 1847 - Virginia d'Errico, poetessa e scrittrice italiana (n. 1820)
- 1849 - Franz Xaver Gabelsberger, inventore tedesco (n. 1789)
- 1849 - Giovanni Battista Sales, burattinaio italiano (n. 1773)
- 1853 - David Boyle, politico scozzese (n. 1772)
- 1853 - Maria Amelia di Braganza, principessa brasiliana (n. 1831)
- 1856 - Anna Gottlieb, soprano austriaco (n. 1774)
- 1863 - Giuseppe Lillo, compositore italiano (n. 1814)
- 1867 - Janko Čajak, poeta e pastore protestante slovacco (n. 1830)
- 1868 - Giovanni Gorgone, medico e scienziato italiano (n. 1801)
- 1871 - Imam Shamil, politico e imam (n. 1797)
- 1871 - Charles H. Sweetser, scrittore, giornalista e editore statunitense (n. 1841)
- 1871 - Sisto Vinciguerra, giurista e patriota italiano (n. 1815)
- 1871 - Hermann von Pückler-Muskau, scrittore e artista tedesco (n. 1785)
- 1875 - Carlo Burci, chirurgo italiano (n. 1813)
- 1878 - Gaetano Cima, architetto italiano (n. 1805)
- 1878 - Heinrich Ernst Ferdinand Guericke, teologo tedesco (n. 1803)
- 1880 - Francis de Laporte de Castelnau, naturalista, entomologo e esploratore francese (n. 1810)
- 1884 - George Engelmann, botanico tedesco (n. 1809)
- 1886 - Giovanni Battista Doria di Dolceacqua, politico italiano (n. 1816)
- 1886 - Charles Raymond de Saint-Vallier, politico e diplomatico francese (n. 1833)
- 1887 - Auguste Adolphe Marc Reynaud, naturalista e medico francese (n. 1804)
- 1889 - Adolphe Clémence, operaio francese (n. 1838)
- 1889 - Gabriel de Lurieu, drammaturgo e librettista francese (n. 1799)
- 1890 - Antonio d'Orléans, nobile francese (n. 1824)
- 1891 - Pelagio Antonio de Labastida y Dávalos, arcivescovo cattolico messicano (n. 1816)
- 1893 - Antonio Machado Álvarez, scrittore e etnografo spagnolo (n. 1848)
- 1893 - Valerio Trocchi, politico e magistrato italiano (n. 1815)
- 1896 - John Brockbank, attore teatrale e calciatore inglese (n. 1848)
- 1897 - Vittorio Arminjon, ammiraglio, esploratore e scrittore italiano (n. 1830)

## XX secolo(235)
- 1905 - Louis-Ernest Barrias, scultore francese (n. 1841)
- 1907 - Daniel Iffla, mecenate francese (n. 1825)
- 1908 - Serafino Angelini, vescovo cattolico italiano (n. 1848)
- 1908 - Albert Lancaster, meteorologo e astronomo belga (n. 1849)
- 1909 - John Clarkson, giocatore di baseball statunitense (n. 1861)
- 1911 - Piet Cronje, militare sudafricano (n. 1836)
- 1911 - Stefano Donadoni, pittore italiano (n. 1844)
- 1911 - Enrico Golinelli, avvocato e politico italiano (n. 1848)
- 1912 - Gus Mears, imprenditore britannico (n. 1873)
- 1912 - Cesare Nerazzini, militare e diplomatico italiano (n. 1849)
- 1912 - Franz Reichelt, inventore austriaco (n. 1878)
- 1913 - Franz Xaver Nagl, cardinale e arcivescovo cattolico austriaco (n. 1855)
- 1914 - Frederick Lorz, maratoneta statunitense (n. 1884)
- 1914 - Sigmund Mogulesko, cantante, attore e compositore statunitense (n. 1858)
- 1914 - Giovanni Tortoli, linguista e filologo italiano (n. 1832)
- 1915 - Mary Elizabeth Braddon, scrittrice inglese (n. 1835)
- 1915 - Jean Loubière, calciatore francese (n. 1892)
- 1920 - Jean Louis Émile Boudier, farmacista e micologo francese (n. 1828)
- 1920 - Leo Delaney, attore statunitense (n. 1885)
- 1921 - Eugène Burnand, pittore svizzero (n. 1850)
- 1921 - Carl Hauptmann, scrittore tedesco (n. 1858)
- 1921 - William Hillman, progettista e imprenditore britannico (n. 1848)
- 1922 - Florence Deshon, attrice statunitense (n. 1894)
- 1922 - Francesco Gioli, pittore italiano (n. 1846)
- 1922 - Henry Jones, filosofo gallese (n. 1852)
- 1922 - Charlie Parry, calciatore gallese (n. 1869)
- 1923 - Giuseppe Antonio Ermenegildo Prisco, cardinale italiano (n. 1833)
- 1924 - Lillian Drew, attrice statunitense (n. 1883)
- 1924 - Girolamo Mancini, storico e politico italiano (n. 1832)
- 1925 - Marie Jaëll, pianista, compositrice e pedagoga francese (n. 1846)
- 1925 - Robert Koldewey, archeologo tedesco (n. 1855)
- 1925 - Ernesto Vespignani, presbitero e architetto italiano (n. 1861)
- 1926 - Salvatore Sciuto Patti, ingegnere e architetto italiano (n. 1877)
- 1926 - Adolphe Willette, pittore e illustratore francese (n. 1857)
- 1927 - Janko Vukotić, generale e politico montenegrino (n. 1866)
- 1928 - Salvatore De Gregorio, pittore e decoratore italiano (n. 1859)
- 1928 - Hendrik Lorentz, fisico olandese (n. 1853)
- 1928 - Felix Jacob Marchand, patologo tedesco (n. 1846)
- 1928 - Arturo Marchi, arcivescovo cattolico italiano (n. 1846)
- 1930 - Raymond de Dalmas, ornitologo, aracnologo e nobile francese (n. 1862)
- 1931 - Paul Trendelenburg, farmacologo tedesco (n. 1884)
- 1932 - Howard Blackburn, marinaio canadese (n. 1859)
- 1933 - Archibald Henry Sayce, archeologo britannico (n. 1846)
- 1934 - Virginia Ferni Germano, soprano italiano (n. 1849)
- 1934 - Ernesto Nazareth, compositore e pianista brasiliano (n. 1863)
- 1935 - Aristarco Fasulo, pastore protestante e saggista italiano (n. 1885)
- 1935 - Bennie Moten, direttore d'orchestra e pianista statunitense (n. 1894)
- 1935 - Henri Quentin, presbitero e filologo francese (n. 1872)
- 1936 - Wilhelm Gustloff, politico tedesco (n. 1895)
- 1936 - Hugo Krabbe, giurista danese (n. 1857)
- 1937 - Louis Williquet, sollevatore belga (n. 1894)
- 1939 - Edward Sapir, linguista, etnologo e antropologo statunitense (n. 1884)
- 1939 - Giovanni Sorba, militare italiano (n. 1911)
- 1940 - Nikolaj Ivanovič Ežov, politico e militare sovietico (n. 1895)
- 1940 - Leone Andrea Maggiorotti, militare italiano (n. 1860)
- 1941 - Giovanni Accorsi, militare e aviatore italiano (n. 1917)
- 1941 - Guglielmo Chiarini, ufficiale e aviatore italiano (n. 1917)
- 1941 - Fernando Ferri, militare italiano (n. 1916)
- 1941 - Nils Persson, velista svedese (n. 1879)
- 1942 - Gino Olivetti, avvocato, economista e politico italiano (n. 1880)
- 1943 - Frank Calder, giornalista e dirigente sportivo canadese (n. 1877)
- 1943 - Senjūrō Hayashi, politico e generale giapponese (n. 1876)
- 1943 - Rudolf Rittner, attore, sceneggiatore e regista tedesco (n. 1869)
- 1943 - Ferenc Weisz, allenatore di calcio e calciatore ungherese (n. 1885)
- 1944 - Alcide Arnoulet, partigiano italiano (n. 1922)
- 1944 - Arsen Borisovič Kocoev, scrittore e traduttore russo (n. 1872)
- 1944 - Mary Murillo, sceneggiatrice britannica (n. 1888)
- 1944 - Lado Piščanc, presbitero e poeta sloveno (n. 1914)
- 1945 - Giovanni Masnata, medico e politico italiano (n. 1870)
- 1946 - Herbert Baker, architetto britannico (n. 1862)
- 1946 - Milan Nedić, generale e politico serbo (n. 1878)
- 1947 - Luigi Russolo, compositore, pittore e inventore italiano (n. 1885)
- 1948 - Joseph Keirn Brennan, compositore statunitense (n. 1873)
- 1948 - Edward Stanley, XVII conte di Derby, politico, ufficiale e ambasciatore inglese (n. 1865)
- 1949 - Janko Leskovar, scrittore croato (n. 1861)
- 1949 - Carlo Prato, pianista, compositore e direttore d'orchestra italiano (n. 1909)
- 1950 - Erik Bergvall, pallanuotista, dirigente sportivo e giornalista svedese (n. 1880)
- 1951 - Suzanne Melk, aviatrice francese (n. 1908)
- 1952 - Luisa d'Orléans, principessa francese (n. 1869)
- 1953 - Antonio Conte, schermidore e maestro di scherma italiano (n. 1867)
- 1953 - Giovanni Faraboli, sindacalista italiano (n. 1876)
- 1953 - James Flood, regista statunitense (n. 1895)
- 1953 - Victor Staub, pianista, compositore e docente francese (n. 1872)
- 1953 - Ben Ames Williams, romanziere statunitense (n. 1889)
- 1954 - Henri Scharry, calciatore lussemburghese (n. 1904)
- 1955 - Paolo Arcari, letterato italiano (n. 1879)
- 1955 - Hans Blüher, giornalista e scrittore tedesco (n. 1888)
- 1955 - Carlo Silvestri, giornalista italiano (n. 1893)
- 1956 - Melek Tourhan, nobile egiziana (n. 1869)
- 1957 - Luigi Repossi, politico e rivoluzionario italiano (n. 1882)
- 1958 - Monta Bell, regista, produttore cinematografico e montatore statunitense (n. 1891)
- 1958 - Einar Halling-Johansson, calciatore svedese (n. 1893)
- 1958 - Henry Kuttner, autore di fantascienza statunitense (n. 1915)
- 1959 - Clifford Coffin, generale britannico (n. 1870)
- 1959 - Robert Emerson, botanico statunitense (n. 1903)
- 1959 - Una O'Connor, attrice irlandese (n. 1880)
- 1959 - Nazareno Patrizi, presbitero italiano (n. 1866)
- 1959 - Umberto Ripamonti, ciclista su strada italiano (n. 1895)
- 1960 - Hamidullah Khan, indiano (n. 1894)
- 1960 - Dossibai Patell, ginecologa indiana (n. 1881)
- 1961 - Fidenzio Dall'Ora, militare e politico italiano (n. 1879)
- 1961 - Hazel Heald, scrittrice statunitense (n. 1896)
- 1961 - Cesare Miani, architetto italiano (n. 1891)
- 1961 - Arturo Nannizzi, botanico italiano (n. 1887)
- 1962 - Art Austin, pallanuotista statunitense (n. 1902)
- 1962 - Daniel Halévy, storico e saggista francese (n. 1872)
- 1962 - Achille Malcovati, militare italiano (n. 1897)
- 1963 - Mario Cosatti, magistrato italiano (n. 1888)
- 1963 - Fred Albert Shannon, storico statunitense (n. 1893)
- 1964 - Fedele De Giorgis, generale italiano (n. 1887)
- 1964 - Alfred Wiener, storico e giornalista tedesco (n. 1885)
- 1965 - Joseph Boakye Danquah, politico, attivista e storico ghanese (n. 1895)
- 1965 - Jean Facchinetti, calciatore svizzero (n. 1904)
- 1965 - Antonio Prieto, attore spagnolo (n. 1905)
- 1966 - August-Martin Euler, politico tedesco (n. 1908)
- 1966 - Robert Graf, attore tedesco (n. 1923)
- 1966 - Giorgio Michetti, ufficiale e aviatore italiano (n. 1888)
- 1967 - Igo Etrich, aviatore e ingegnere austro-ungarico (n. 1879)
- 1967 - Edna Sherry, scrittrice e commediografa statunitense (n. 1885)
- 1967 - Herman Teirlinck, scrittore e drammaturgo belga (n. 1879)
- 1967 - George Varnell, ostacolista statunitense (n. 1882)
- 1968 - Eddie Baker, attore statunitense (n. 1897)
- 1968 - Neal Cassady, scrittore statunitense (n. 1926)
- 1968 - Jean Gachet, pugile francese (n. 1894)
- 1968 - Ján Mudroch, pittore slovacco (n. 1909)
- 1968 - Stuart Palmer, scrittore statunitense (n. 1905)
- 1968 - René Poyen, attore francese (n. 1908)
- 1969 - Orazio Condorelli, giurista e politico italiano (n. 1897)
- 1969 - Enzo Ferrieri, regista, giornalista e sceneggiatore italiano (n. 1890)
- 1969 - Lindsley Foote Hall, disegnatore statunitense (n. 1883)
- 1970 - Louise Bogan, poetessa e critica letteraria statunitense (n. 1897)
- 1970 - Fernando Giaccardi, statistico e economista italiano (n. 1903)
- 1970 - Manuel Hedilla, politico spagnolo (n. 1902)
- 1970 - Louis Laufray, nuotatore e pallanuotista francese (n. 1881)
- 1970 - Winthrop Palmer, hockeista su ghiaccio statunitense (n. 1906)
- 1970 - René Italo Ricolfi Doria, pallanuotista, nuotatore e imprenditore svizzero (n. 1901)
- 1971 - Aurelia Browder, attivista statunitense (n. 1919)
- 1971 - Brock Chisholm, militare e medico canadese (n. 1896)
- 1972 - Francesco Banterle, architetto italiano (n. 1886)
- 1972 - Orlando Ward, generale statunitense (n. 1891)
- 1973 - Rolando Alarcón, cantautore, musicista e compositore cileno (n. 1929)
- 1973 - Martti Haavio, poeta finlandese (n. 1899)
- 1974 - Mihail Andricu, compositore rumeno (n. 1894)
- 1974 - Satyendranath Bose, fisico indiano (n. 1894)
- 1974 - Ozaki Kihachi, poeta giapponese (n. 1892)
- 1974 - Alfredo Montori, pittore, scenografo e architetto italiano (n. 1893)
- 1974 - Charles Mason Remey, architetto statunitense (n. 1874)
- 1974 - Liliana Ronchetti, cestista italiana (n. 1927)
- 1975 - Anatolij Arkad'evič Blagonravov, ingegnere aerospaziale e diplomatico russo (n. 1895)
- 1975 - Elo Havetta, regista slovacco (n. 1938)
- 1975 - Howard Hill, arciere statunitense (n. 1899)
- 1975 - Louis Jordan, sassofonista, polistrumentista e cantante statunitense (n. 1908)
- 1976 - Augusta Bertha Wagner, scrittrice, educatrice e missionaria statunitense (n. 1895)
- 1976 - Fernando Cavallini, schermidore italiano (n. 1893)
- 1976 - Blažo Jovanović, politico e partigiano jugoslavo (n. 1907)
- 1976 - Roger Livesey, attore britannico (n. 1906)
- 1977 - Archie Butler, attore e stuntman statunitense (n. 1911)
- 1977 - Luis Gutiérrez Soto, architetto spagnolo (n. 1900)
- 1977 - Brett Halliday, scrittore statunitense (n. 1904)
- 1978 - Roger Rolhion, calciatore e allenatore di calcio francese (n. 1909)
- 1978 - Olle Åkerlund, velista svedese (n. 1911)
- 1979 - Imre Harangi, pugile ungherese (n. 1913)
- 1980 - Erich Bauer, militare tedesco (n. 1900)
- 1980 - Camara Laye, scrittore guineano (n. 1928)
- 1980 - Francesco Petrin, antifascista italiano (n. 1906)
- 1981 - Michele Busiri Vici, architetto e urbanista italiano (n. 1894)
- 1981 - Mario Camerini, regista e sceneggiatore italiano (n. 1895)
- 1982 - Sue Carol, attrice statunitense (n. 1906)
- 1982 - Alex Harvey, musicista e cantante scozzese (n. 1935)
- 1982 - Georg Konrad Morgen, magistrato e militare tedesco (n. 1909)
- 1982 - Fritz Schmidt, militare tedesco (n. 1906)
- 1982 - Cesare Augusto Tallone, liutaio italiano (n. 1895)
- 1983 - Karen Carpenter, cantante e batterista statunitense (n. 1950)
- 1983 - Ernest Klein, rabbino, linguista e lessicografo rumeno (n. 1899)
- 1983 - Emilio Suardi, politico e partigiano italiano (n. 1905)
- 1984 - Patrick Nagel, artista e illustratore statunitense (n. 1945)
- 1984 - Albert Pinkus, scacchista e esploratore statunitense (n. 1903)
- 1985 - Jesse Hibbs, regista statunitense (n. 1906)
- 1985 - Nicolas Hoydonckx, calciatore belga (n. 1900)
- 1986 - Margit Elek, schermitrice ungherese (n. 1910)
- 1987 - Georges Bauer, pallanuotista lussemburghese (n. 1904)
- 1987 - Meena Keshwar Kamal, attivista afghana (n. 1956)
- 1987 - Liberace, attore, pianista e personaggio televisivo statunitense (n. 1919)
- 1987 - Carl Rogers, psicologo statunitense (n. 1902)
- 1987 - Nera Simi, pittrice italiana (n. 1890)
- 1988 - Clyde Coombs, psicologo statunitense (n. 1912)
- 1988 - Frank Giacoia, fumettista statunitense (n. 1924)
- 1988 - Franz Mandl, calciatore austriaco (n. 1916)
- 1988 - Krzysztof Sitkowski, cestista polacco (n. 1935)
- 1989 - Thorkild Hansen, scrittore, esploratore e giornalista danese (n. 1927)
- 1989 - Eitel Monaco, avvocato, dirigente pubblico e produttore cinematografico italiano (n. 1903)
- 1989 - Grandizo Munis, politico e scrittore spagnolo (n. 1912)
- 1990 - Maria Gambarelli, ballerina e attrice statunitense (n. 1900)
- 1990 - Eugenio Henke, ammiraglio italiano (n. 1909)
- 1990 - Berta Karlik, fisica austriaca (n. 1904)
- 1990 - Whipper Billy Watson, wrestler canadese (n. 1915)
- 1991 - Károly Bartha, nuotatore ungherese (n. 1907)
- 1991 - Rosanna Benzi, attivista, giornalista e scrittrice italiana (n. 1948)
- 1991 - Michele Fiore, militare italiano (n. 1959)
- 1991 - Johannes Pløger, calciatore danese (n. 1922)
- 1992 - Luigi Cavalieri, bobbista italiano (n. 1914)
- 1992 - Pavel Vladimirovič Cybin, ingegnere sovietico (n. 1906)
- 1992 - Alan Davies, calciatore gallese (n. 1961)
- 1992 - John Dehner, attore statunitense (n. 1915)
- 1992 - Lisa Fonssagrives, supermodella svedese (n. 1911)
- 1992 - Vittorio Gelmetti, compositore italiano (n. 1926)
- 1992 - Gianni Rizzo, attore italiano (n. 1924)
- 1994 - Brunetto Bucciarelli-Ducci, politico e magistrato italiano (n. 1914)
- 1994 - Fred De Bruyne, ciclista su strada belga (n. 1930)
- 1994 - Michail Linge, velocista sovietico (n. 1958)
- 1995 - Andrea Bassi, allenatore di calcio italiano (n. 1932)
- 1995 - Godfrey Brown, velocista e mezzofondista britannico (n. 1915)
- 1995 - Alighiero De Micheli, imprenditore e dirigente d'azienda italiano (n. 1904)
- 1995 - Patricia Highsmith, scrittrice statunitense (n. 1921)
- 1995 - Walter Zeller, pilota motociclistico tedesco (n. 1927)
- 1996 - Antonio Maria Alessi, presbitero e missionario italiano (n. 1915)
- 1996 - Alfredo Nobre da Costa, politico portoghese (n. 1923)
- 1996 - Sarah Kubitschek, brasiliana (n. 1909)
- 1997 - Robert Clouse, regista e sceneggiatore statunitense (n. 1928)
- 1997 - Lobsang Gyatso, monaco buddhista tibetano (n. 1928)
- 1997 - Davide Sorrenti, fotografo italiano (n. 1976)
- 1997 - Cyril Leo Toumanoff, storico e genealogista russo (n. 1913)
- 1997 - Domenico Zumpano, mafioso italiano (n. 1953)
- 1997 - Benjamin David de Jesus, vescovo cattolico filippino (n. 1940)
- 1998 - Cristóbal Martínez-Bordiú, X marchese di Villaverde, nobile e chirurgo spagnolo (n. 1922)
- 1998 - Rees Stephens, rugbista a 15 gallese (n. 1922)
- 1999 - Luigi Bernabò Brea, archeologo italiano (n. 1910)
- 1999 - Amadou Diallo, guineano (n. 1975)
- 1999 - Erich Hartmann, fotografo tedesco (n. 1922)
- 2000 - Edgar Bowers, poeta statunitense (n. 1924)
- 2000 - Vincenzo Indelli, politico e medico italiano (n. 1908)
- 2000 - Peter Rajniak, cestista e allenatore di pallacanestro cecoslovacco (n. 1953)
- 2000 - Ronnie Robertson, pattinatore artistico su ghiaccio statunitense (n. 1937)
- 2000 - László Rózsa, cestista ungherese (n. 1906)
- 2000 - Roy Stephenson, calciatore inglese (n. 1932)

## XXI secolo(160)
- 2001 - Sonja Arova, ballerina bulgara (n. 1927)
- 2001 - David Beattie, giudice e politico neozelandese (n. 1924)
- 2001 - Franco Fiorita, politico italiano (n. 1938)
- 2001 - J. J. Johnson, trombonista e compositore statunitense (n. 1924)
- 2001 - Ernie McCoy, pilota automobilistico statunitense (n. 1921)
- 2001 - Elio Quercioli, politico, giornalista e partigiano italiano (n. 1926)
- 2001 - Battista Restelli, presbitero e compositore italiano (n. 1913)
- 2001 - Pasquale Soccio, scrittore italiano (n. 1907)
- 2001 - Livio Fausto Sossass, scultore, pittore e disegnatore italiano (n. 1915)
- 2001 - Tony Steedman, attore britannico (n. 1927)
- 2001 - Iannis Xenakis, compositore, ingegnere e architetto greco (n. 1922)
- 2002 - Agatha Barbara, politica maltese (n. 1923)
- 2002 - Sigvard Bernadotte, principe svedese (n. 1907)
- 2002 - Bert Head, calciatore, allenatore di calcio e dirigente sportivo inglese (n. 1916)
- 2002 - George Nader, attore statunitense (n. 1921)
- 2002 - Roberto Osio, alpinista italiano (n. 1929)
- 2003 - Benyoucef Benkhedda, politico algerino (n. 1920)
- 2003 - Pierre Carteus, calciatore belga (n. 1943)
- 2003 - Jerome Hines, basso statunitense (n. 1921)
- 2003 - André Noyelle, ciclista su strada belga (n. 1931)
- 2003 - Jaroslav Šajtar, scacchista ceco (n. 1921)
- 2004 - Bruno Dominijanni, avvocato e politico italiano (n. 1922)
- 2004 - Michael P. Moran, attore e drammaturgo statunitense (n. 1944)
- 2004 - Nikolaj Vasil'evič Ovčinnikov, pittore, storico dell'arte e critico d'arte russo (n. 1918)
- 2005 - Gabriele Bonomi, medico italiano (n. 1927)
- 2005 - Giorgio Buchner, archeologo tedesco (n. 1914)
- 2005 - Ossie Davis, attore, regista e sceneggiatore statunitense (n. 1917)
- 2005 - Alfio Fontana, calciatore italiano (n. 1932)
- 2005 - Benito Gennaro Franceschetti, arcivescovo cattolico italiano (n. 1935)
- 2005 - Genovaitė Miuleraitė, cestista lituana (n. 1915)
- 2005 - Danas Pozniakas, pugile lituano (n. 1939)
- 2006 - Jenő Dalnoki, calciatore e allenatore di calcio ungherese (n. 1932)
- 2006 - Siegfried Engel, militare e criminale tedesco (n. 1909)
- 2006 - Betty Friedan, attivista statunitense (n. 1921)
- 2006 - Aventino Pavese, calciatore italiano (n. 1920)
- 2007 - José Carlos Bauer, calciatore e allenatore di calcio brasiliano (n. 1925)
- 2007 - Il'ja Valer'evič Kormil'cev, cantante e chitarrista russo (n. 1959)
- 2007 - Orlando Lagos, fotografo cileno (n. 1913)
- 2007 - Barbara McNair, cantante e attrice statunitense (n. 1934)
- 2007 - Jules Olitski, pittore e scultore statunitense (n. 1922)
- 2008 - Sheldon Brown, ciclista e informatico statunitense (n. 1944)
- 2008 - Novak Roganović, calciatore jugoslavo (n. 1932)
- 2009 - Cipriano Calderón Polo, vescovo cattolico spagnolo (n. 1927)
- 2009 - Josef Smolík, teologo ceco (n. 1922)
- 2010 - Kostas Axelos, filosofo francese (n. 1924)
- 2010 - Bill Dudley, giocatore di football americano statunitense (n. 1921)
- 2010 - Horace Greasley, militare inglese (n. 1918)
- 2011 - Cesare Campagnoli, calciatore italiano (n. 1934)
- 2011 - Martial Célestin, politico haitiano (n. 1913)
- 2011 - May Louise Flodin, modella svedese (n. 1934)
- 2011 - Michael Habeck, attore, doppiatore e regista teatrale tedesco (n. 1944)
- 2011 - Diego Lozano, calciatore spagnolo (n. 1924)
- 2011 - Lena Nyman, attrice svedese (n. 1944)
- 2011 - Tura Satana, attrice statunitense (n. 1938)
- 2011 - Lee Winfield, cestista e allenatore di pallacanestro statunitense (n. 1947)
- 2011 - Luigi De Sario, monaco cristiano e organista italiano (n. 1913)
- 2012 - Nigel Doughty, imprenditore inglese (n. 1957)
- 2012 - Gian Pietro Galizzi, politico italiano (n. 1931)
- 2012 - Hubert Leitgeb, biatleta italiano (n. 1965)
- 2012 - Martin Martínez, ciclista su strada spagnolo (n. 1946)
- 2012 - Al Miksis, cestista statunitense (n. 1928)
- 2012 - Karl Wolfgang Scheiber, politico, poeta e giornalista austriaco (n. 1921)
- 2012 - Anacleto Verrecchia, filosofo, traduttore e giornalista italiano (n. 1926)
- 2012 - Giovanni Volta, vescovo cattolico italiano (n. 1928)
- 2012 - Mike deGruy, direttore della fotografia statunitense (n. 1951)
- 2013 - Donald Byrd, trombettista statunitense (n. 1932)
- 2013 - Beppe Devalle, pittore e disegnatore italiano (n. 1940)
- 2014 - Eugenio Corti, scrittore e saggista italiano (n. 1921)
- 2014 - Dennis Lota, calciatore zambiano (n. 1973)
- 2015 - Dmitrij Bagrjanov, lunghista russo (n. 1967)
- 2015 - John Barber, pilota automobilistico britannico (n. 1929)
- 2015 - Ade Capone, fumettista e autore televisivo italiano (n. 1958)
- 2015 - Henryk Cegielski, cestista polacco (n. 1945)
- 2015 - Ziyad Khalaf Raja al-Karbuli, terrorista iracheno
- 2015 - Odete Lara, attrice, cantante e scrittrice brasiliana (n. 1929)
- 2015 - Mario Marti, critico letterario italiano (n. 1914)
- 2015 - Umberto Paganelli, pattinatore artistico a rotelle italiano (n. 1956)
- 2015 - Monica Scattini, attrice italiana (n. 1956)
- 2015 - Sagida al-Rishawi, terrorista irachena
- 2016 - Leslie Bassett, compositore e docente statunitense (n. 1923)
- 2016 - Joe Dowell, cantante statunitense (n. 1940)
- 2016 - Filippo Fiandrotti, politico italiano (n. 1938)
- 2016 - William Gaskill, regista teatrale britannico (n. 1930)
- 2016 - Dave Mirra, pilota di rally e ciclista di BMX statunitense (n. 1974)
- 2016 - Edgar Mitchell, astronauta statunitense (n. 1930)
- 2016 - Jeremy Morse, banchiere, enigmista e compositore di scacchi britannico (n. 1928)
- 2016 - Cesare Questa, latinista e filologo classico italiano (n. 1934)
- 2016 - Axl Rotten, wrestler statunitense (n. 1971)
- 2016 - Ulf Söderblom, direttore d'orchestra e docente finlandese (n. 1930)
- 2016 - Marlow Cook, politico statunitense (n. 1926)
- 2016 - Edgar Whitcomb, politico statunitense (n. 1917)
- 2016 - Maurice White, cantautore, musicista e produttore discografico statunitense (n. 1941)
- 2017 - Antonio Casale, attore cinematografico italiano (n. 1932)
- 2017 - Carmelo Cassati, arcivescovo cattolico italiano (n. 1924)
- 2017 - Aggeo Savioli, giornalista, sceneggiatore e poeta italiano (n. 1927)
- 2017 - Jens Egil Vikanes, calciatore norvegese (n. 1958)
- 2018 - Alan Baker, matematico inglese (n. 1939)
- 2018 - Raffaele Licinio, storico italiano (n. 1945)
- 2018 - Désiré Ligon, cestista belga (n. 1931)
- 2018 - John Mahoney, attore e doppiatore britannico (n. 1940)
- 2018 - Nat Neujean, scultore belga (n. 1923)
- 2018 - Irina Sanpiter, attrice sovietica (n. 1957)
- 2018 - Angelo Talocci, compositore italiano (n. 1958)
- 2019 - Evgenij Aleksandrov, calciatore sovietico (n. 1952)
- 2019 - Giampiero Artegiani, cantautore, paroliere e produttore discografico italiano (n. 1955)
- 2019 - Isacio Calleja, calciatore spagnolo (n. 1936)
- 2019 - Bernard Lietaer, economista belga (n. 1942)
- 2019 - Matti Nykänen, saltatore con gli sci e cantante finlandese (n. 1963)
- 2020 - Giancarlo Bergamini, schermidore italiano (n. 1926)
- 2020 - Nica Borisova, cestista bulgara (n. 1940)
- 2020 - Kamau Brathwaite, poeta barbadiano (n. 1930)
- 2020 - José Luis Cuerda, regista, attore e produttore cinematografico spagnolo (n. 1947)
- 2020 - Abadi Hadis, mezzofondista etiope (n. 1997)
- 2020 - Terry Hands, regista teatrale britannico (n. 1941)
- 2020 - Peter Hogg, costituzionalista canadese (n. 1939)
- 2020 - Nadia Lutfi, attrice egiziana (n. 1937)
- 2020 - Gianni Minervini, produttore cinematografico e attore italiano (n. 1928)
- 2020 - Daniel Toroitich arap Moi, politico keniota (n. 1924)
- 2020 - Ljiljana Petrović, cantante serba (n. 1939)
- 2020 - Benito Sarti, calciatore italiano (n. 1936)
- 2020 - Aleksandr Skvorcov, hockeista su ghiaccio russo (n. 1954)
- 2020 - Nijole Valadkeviciute, regista, grafica e pittrice lituana (n. 1944)
- 2020 - Nguyen Van Chieu, artista marziale vietnamita (n. 1949)
- 2021 - Paolo Bartolozzi, politico italiano (n. 1957)
- 2021 - Boulos Nassif Borkhoche, arcivescovo cattolico libanese (n. 1932)
- 2021 - Santiago Damián García, calciatore uruguaiano (n. 1990)
- 2021 - Cesare Leonardi, architetto italiano (n. 1935)
- 2021 - Erez Lustig, cestista israeliano (n. 1933)
- 2021 - Samuel Vestey, III barone Vestey, nobile e filantropo inglese (n. 1941)
- 2022 - Alberto Di Pisa, magistrato italiano (n. 1943)
- 2022 - Todd Domboski, avvocato statunitense (n. 1968)
- 2022 - Gianluca Floris, cantante lirico e scrittore italiano (n. 1964)
- 2022 - Luis Muñoz Grau, calciatore spagnolo (n. 1935)
- 2022 - Stefano Nicolò Petris, politico italiano (n. 1943)
- 2023 - Elettra Deiana, politica e attivista italiana (n. 1941)
- 2023 - José del Castillo, calciatore peruviano (n. 1943)
- 2023 - Sherif Ismail, politico e ingegnere egiziano (n. 1955)
- 2023 - Marv Kellum, giocatore di football americano statunitense (n. 1952)
- 2023 - Abraham Lempel, informatico israeliano (n. 1936)
- 2023 - Francesco Marrassini, dirigente sportivo italiano (n. 1937)
- 2023 - Tina Nicoletta, cantautrice, musicista e scrittrice italiana (n. 1961)
- 2023 - Roberto Ongpin, imprenditore e politico filippino (n. 1937)
- 2023 - Marirosa Toscani Ballo, fotografa italiana (n. 1931)
- 2024 - Galina Alekseeva, tuffatrice sovietica (n. 1947)
- 2024 - Agostino Borromeo, storico italiano (n. 1944)
- 2024 - Tino Celio, ingegnere, imprenditore e hockeista su ghiaccio svizzero (n. 1928)
- 2024 - Earl Cureton, cestista e allenatore di pallacanestro statunitense (n. 1957)
- 2024 - Hage Geingob, politico namibiano (n. 1941)
- 2024 - Kurt Hamrin, calciatore e allenatore di calcio svedese (n. 1934)
- 2024 - Barry John, rugbista a 15 gallese (n. 1945)
- 2024 - Giacomo Losi, calciatore e allenatore di calcio italiano (n. 1935)
- 2024 - Antonio Paolucci, storico dell'arte, funzionario e museologo italiano (n. 1939)
- 2024 - Daniele Segre, regista, sceneggiatore e montatore italiano (n. 1952)
- 2025 - Karim Aga Khan IV, imprenditore britannico (n. 1936)
- 2025 - William Browder, matematico statunitense (n. 1934)
- 2025 - Sid Ahmed Ghozali, politico algerino (n. 1937)
- 2025 - Maria Teresa Horta, scrittrice e poetessa portoghese (n. 1937)
- 2025 - Christian Le Bartz, cantante francese (n. 1951)
- 2025 - Louis-Gaston Mayila, politico gabonese (n. 1947)
- 2025 - Paul Plishka, basso statunitense (n. 1941)